# Michel-Marcel Gougeon
Pour les articles homonymes, voir Gougeon.
Michel-Marcel Gougeon, surnommé Minou Gougeon, né le 8 août 1933 à Sévigny (Orne) et mort le 4 novembre 2016 à Argentan (Orne),, est un jockey et driver français. 

## Carrière
Michel-Marcel Gougeon est le fils de Marcel Gougeon, lui-même driver (lauréat notamment du Prix d'Amérique 1922 avec Reynolds V) et le frère du grand entraîneur-driver Jean-René Gougeon, recordman des victoires dans le Prix d'Amérique et surnommé « le pape de Vincennes ». Surnommé lui-même « Minou », il débute à Vincennes à 14 ans et se spécialise dans le trot monté, remportant pas moins de sept éditions du Prix de Cornulier, un record. Il fut le partenaire des grands Fandango et Bellino II. 
À l'attelé, son palmarès n'est pas moins remarquable, puisqu'il revendique notamment trois Prix d'Amérique : en 1970 avec Toscan, entraîné par son frère, en 1984 avec Lurabo, et en 1990 avec Ourasi, qui faisait ce jour-là ses adieux à Vincennes. « Minou » Gougeon avait remplacé au sulky du champion son frère Jean-René, victime quelques mois plus tôt d'un accident cardiaque. Au total, il a remporté 2 915 victoires. Après avoir terminé en 1993 une carrière entamée près d'un demi-siècle plus tôt, il est durant quatorze ans formateur auprès de l'Afasec à l'école de Graignes.

## Principales victoires
Épreuves de groupe 1 uniquement
 France

### Attelé
- Prix d'Amérique - 3 - Toscan (1970), Lurabo (1984), Ourasi (1990)
- Prix de France - 1 - Lurabo (1984)
- Prix de Paris - 3 - Toscan (1969, 1971), Ourasi (1989)
- Grand Critérium de vitesse de la Côte d'Azur - 4 - Quioco (1966), Amyot (1974), Lurabo (1984), Ourasi (1989)
- Prix de l'Atlantique - 4 - Nicias Granchamp (1962), Une de Mai (1971), Lurabo (1984), Ourasi (1989)
- Critérium des Jeunes - 2 - Toscan (1966), Ulysse Mab (1967)
- Critérium des 3 ans - 3 - Toscan (1966), Clissa (1971), Fakir du Vivier (1974)
- Critérium des 4 ans - 3 - Quioco (1964), Toscan (1967), Fakir du Vivier (1975)
- Critérium continental - 3 - Fakir du Vivier (1975), Neuilly (1983), Sébrazac (1988)
- Critérium des 5 ans - 3 - Seigneur (1967), Amyot (1971), Lurabo (1982)
- Prix Capucine - 1 - Quarisso (1985)
- Prix de l'Étoile - 5 - Qualine H (1964), Amyot (1971), Fakir du Vivier (1974), Quito de Talonay (1987), Sébrazac (1988)
- Prix de Sélection - 3 - Toscan (1967), Fakir du Vivier (1975, 1976)

### Monté
- Prix de Cornulier - 7 - Dollar V (1952), Fandango (1953, 1954), Joyeux Troupier (1959), Bellino II (1975, 1976), Queila Gédé (1991)
- Prix de Vincennes - 8 - Fandango (1952), Jolie Folle (1956), Karolyne (1957), Pacha Grandchamp (1962), Quioco (1963), Seddouk (1965), Une de Mai (1967), Loustic de la Tour (1980)
- Prix du Président de la République - 4 - Fandango (1953), Karolyne (1958), Palais III (1963), Istraéki (1978)
- Prix de Normandie - 5 - Dollar V (1952), Fandango (1954), Corlay (1973), Istraéki (1979), Klon Klon (1981)
- Prix des Centaures - 4 - Fandango (1953, 1954), Quioco (1964), Loustic de la Tour (1981)
- Prix des Élites - 10 - Dollar V (1951), Fandango (1952, 1953, 1954), Jolie Folle (1956, 1957), Quioco (1963), Flamenco (1976), Istraeki (1979), Loustic de la Tour (1981)
- Prix d'Essai - 3 - Interlan (1955), Upsal du Pont (1967), Volnay II (1968)
- Saint-Léger des Trotteurs - 1 - Nicias Grandchamp (1960)

 Allemagne
- Elite Rennen - 1 - Lurabo (1984)

 Norvège
- Grand Prix d'Oslo - 1 - Ourasi (1989)